# Pareclectis mimetis
Pareclectis mimetis är en fjärilsart som beskrevs av Lajos Vári 1961. Pareclectis mimetis ingår i släktet Pareclectis och familjen styltmalar.
Artens utbredningsområde är Moçambique. Inga underarter finns listade i Catalogue of Life.